# 弗兰克斯顿
弗兰克斯顿（英文：Frankston）是位于澳大利亚维多利亚州墨爾本大都會圈莫宁顿半岛（英文：Mornington Peninsula）上最大的城市。弗兰克斯顿始建于1854年，距離市中心41公里，屬大墨爾本都會區一部份；人口34，457，大弗兰克斯顿地区人口则超过100,000人（根据维多利亚州当地政府数据）。
从地理位置上，弗兰克斯顿经常被认作是“莫宁顿半岛的大门”。